# Norax
Norax, na mitologia grega, foi um rei ibérico que fundou a primeira cidade da Sardenha, chamada de Nora.

## Antecedentes
A Sardenha havia sido inicialmente colonizada pelos líbios, liderados por Sardus, filho de Maceris, o Héracles egípcio e líbio. A ilha se chamava Ichnussa, e passou a se chamar Sardenha por causa de Sardus. Os líbios não expulsaram os arborígenes, que os receberam mais por compulsão do que por boa vontade.
A segunda onda de colonos foi liderada por Aristeu, filho de Apolo e Cirene, que estava desgostoso da Grécia após a morte de Acteão. Pausânias menciona a versão de que Dédalo fazia parte da expedição de Aristeu, mas rejeita com base na cronologia: Aristeu foi casado com Autônoe, filha de Cadmo, e Dédalo foi contemporâneo de Édipo.

## Fundação de Nora
Norax era um rei ibérico, filho de Hermes com Erytheia, filha de Gerião. Ele fundou a cidade de Nora, a primeira cidade da ilha.
A quarta leva de colonos foi liderada por Iolau, que levou para a Sardenha os téspios e alguns colonos da Ática.